# Syndicat québécois des employées et employés de service, section locale 298 (FTQ)

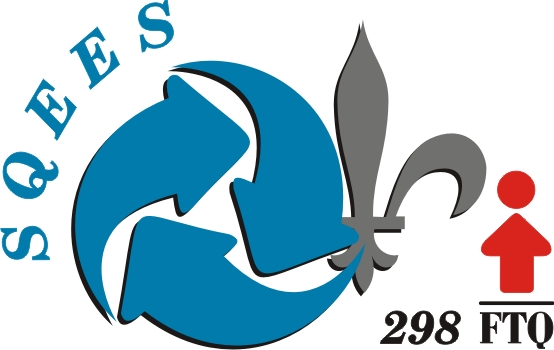
SQEES-298 (FTQ)

Le Syndicat québécois des employées et employés de service, section locale 298 (FTQ) (SQEES-298) est un syndicat canadien créé en 1946. Il est une section locale de l'Union internationale des employés des services (SEIU) et est affilié à la Fédération des travailleurs du Québec (FTQ) et au Congrès du travail du Canada (CTC).
Le SQEES-298 (FTQ) représente environ 25 000 membres au Québec travaillant dans les services de santé et services sociaux, les centres d’hébergement privés, les entreprises communautaires assurant des services d’aide à la vie quotidienne et d’aide domestique, les centres de la petite enfance, le transport scolaire et adapté et dans le domaine de la production privée de biens et de services.
La présidente actuelle du SQEES-298 (FTQ) est Sylvie Nelson.

## Historique
Le 16 avril 1946, 12 préposés à l’entretien ménager[Où ?] fondent le Building Service Employees Union. En 1960, le syndicat compte environ 4 000 membres.
En 1966, l'organisation recrute des membres dans les édifices à bureaux. En 1969, les membres œuvrent majoritairement dans le secteur des affaires sociales (santé et services sociaux). Le syndicat adopte le nom de Union des employés de service, local 298 (FTQ).
Au début des années 1970 et 1980, le syndicat s'étend à plusieurs autres corps d'emploi dans des domaines tels la restauration, l'hôtellerie, le transport scolaire, le transport adapté et les ambulanciers paramédics.
Le syndicat adopte le nom de Syndicat québécois des employées et employés de service, section locale 298 (FTQ) en 1993.

### Préposés aux bénéficiaires
En mai 2009, à la suite d'une série de reportages publiés par le quotidien La Presse concernant les soins donnés aux aînés, le syndicat dénonce le manque de reconnaissance et les mauvaises conditions de travail des préposés aux bénéficiaires en résidences privées,.